# Berta Golob
Berta Golob (Kranj, 9. kolovoza 1932.), slovenska književnica i pjesnikinja, knjižničarka, učiteljica, lektorica

## Životopis
Rođena je 9. kolovoza 1932. godine u Kranju. U Kranju završila gimnaziju. Nakon završenog Filozofskog fakulteta u Ljubljani, radila je kao umirovljena učiteljica i knjižničarka.

## Djela
Napisala je veliki broj dječjih knjiga te je izdala i četiri pjesničke zbirke, a njena djela prožeta su religijskim temama. Neka od njenih djela su: Sveti Nikola - bojanka, Majka Terezija - dobri anđeo Kalkute, Ivan Krstitelj, Na Križnom putu s Gospodinom, Moćna žena pod križem, Božić dolazi, Oče naš (preveli na hrvatski Miro Radalj i Lidija Piskač) i mnoge druge.

### Proza
- Sovražim vas (1976.) (COBISS)
- Drobne zgodbe (1980.) (COBISS), (1986.)(COBISS)
- Skrinja iz babičine bale (1983.) (COBISS), Babičina skrinja (besedila povzeta iz knjige Skrinja iz babičine bale.), (1986.) (COBISS) zvočni posnetek
- Kako visoko je nebo (1990.) (COBISS)
- Šolske razglednice (1990.) (COBISS)
- Bela žena, divji mož (1997.) (COBISS)
- Daljna preteklost naše vasi (1997.) (COBISS)
- Kam ljudje hitijo? (1999.) (COBISS)
- Marijine srajčke (1999.) (COBISS)
- Zrna dedove modrosti (2000.) (COBISS)
- Kam ta romar roma (2000.) (COBISS)
- Napisal je knjigo (2001.) (COBISS)
- Pogledi s hišnega praga (2003.) (COBISS)
- Sandale in sari: blažena Mati Terezija iz Kalkute (2004.) (COBISS)
- Svetilniki (2006.) (COBISS)
- Kje je sreča doma? (2007.) (COBISS)
- Kruh življenja, miru in dobrote: sv. Elizabeta Avstroogrska: 800-letnica njenega rojstva (2008.) (COBISS)
- Preprosto pismo v raj (2008.) (COBISS)
- Lastovka išče dom (2010.) (COBISS)

#### Poezija
- Med nama, Gospod (1992.) (COBISS)
- Senca svetlobe (1999.) (COBISS)
- Z Gospodom na križevem potu (2000.) (COBISS)
- Vse to se je zgodilo (2009.) (COBISS)
- Srce, ki ljubi vse ljudi (2011.) (COBISS)

## Nagrade
Godine 1982. osvojila je nagradu Levstik za svoju knjigu Žive besjede.